# آب‌انبار سید بابا بزرگ ۱
آب‌انبارسید بابا بزرگ (۱) مربوط به دوره قاجار است و در خور (اصفهان)، منطقه پدز واقع شده و این اثر در تاریخ ۱۹ مرداد ۱۳۸۴ با شمارهٔ ثبت ۱۲۷۲۸ به‌عنوان یکی از آثار ملی ایران به ثبت رسیده است.